# Calliergon micans
Calliergon micans là một loài rêu trong họ Amblystegiaceae. Loài này được Mitt. Kindb. mô tả khoa học đầu tiên năm 1897.